# Восстание годов Гэнко

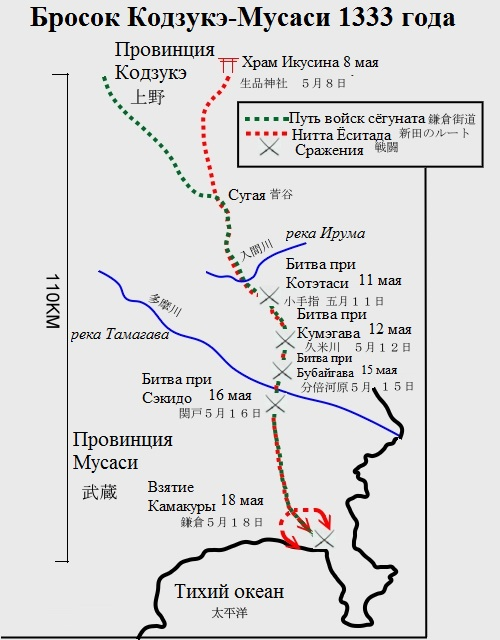
Бросок Кодзукэ-Мусаси войск под предводительством Нитты Ёситады

Восстание годов Гэнко, Мятеж Гэнко, Смута Гэнко или События годов Гэнко (яп. 元弘の乱, Гэнко: но ран или яп. 元弘の変, Гэнко: но хэн) — гражданская война в Японии с 1331 по 1333 год между императором Го-Дайго и родом сиккэнов Ходзё. Окончилась падением Камакурского сёгуната и поражением рода Ходзё. Окончание восстания ознаменовало распад императорской династии на Южный и Северный дворы (период Намбокутё) и взлёт сёгуната Асикага.
Гэнко — название эры японского летосчисления.

## Положение дел в стране до войны
В течение бо́льшей части периода Камакура реальная власть была сосредоточена в руках сиккэнов (регентов) из рода Ходзё. Императоры не располагали властью, более того, вопрос о наследовании престола также находился в руках Ходзё.
Недовольство правлением Ходзё росло постепенно. В 1221 году произошла Смута годов Дзёкю — неудачная попытка бывшего императора Го-Тоба захватить власть в стране; смута закончилась ссылкой Го-Тоба и его сыновей, Дзюнтоку и Цутимикадо. На протяжении долгих лет авторитет сиккэнов никем не оспаривался, пока в 1322 году род Андо не поднял антиправительственное восстание; на подавление бунта отправилось войско, но потерпело поражение — это событие серьёзно подорвало авторитет сиккэнов и свидетельствовало о кризисе в стране. В 1324 году правящий император Го-Дайго стал во главе заговора против Ходзё (см. Смута годов Сётю); заговор провалился, и в 1326 году Ходзё назначили наследником престола сына императора Го-Фусими, а не сына Го-Дайго. Го-Дайго решил отомстить.

## Ход восстания
Император Го-Дайго вместе с сёгуном Мориёси решили привлечь на свою сторону монахов всех монастырей. Мориёси стал во главе монастырей горы Хиэй и убедил Энкана и других монахов молитвами проклясть род Ходзё. В 1-м году Гэнко (1331 год) об этом прознали Ходзё и схватили монахов, которые во всём сознались. Император Го-Дайго скрылся в крепости Касагидзан (современный посёлок Касаги префектуры Киото). Замок был взят отрядом из 50 с лишним человек во главе с Суяма Ёситака и Омияма Удзинао. Император спасся бегством, но вскоре был пойман и вначале заточён в южной Рокухара, а во 2-м году Гэнко (1332 год) был сослан на острова Оки. По приказу сиккэна Ходзё Такатоки на престол был возведён новый император Когон.
Сопротивление продолжил принц Мориёси, укрепившийся в замке Ёсино. На его стороне выступили Кусуноки Масасигэ, занявший замки Тихая и Акасака, и Акамацу Норимура — в замке Сирахата.
Во 2-й луне 3-го года Гэнко (1333 год) 50-тысячное войско сёгуната во главе с Асо Токихару, приёмным сыном Ходзё Такатоки, начало осаду замка Акасака, и несмотря на упорное сопротивление оборонявшихся, замок пал. Никайдо Садафудзи взял крепость Ёсино, после чего силы Садафудзи, Токихару и Осараги Таканао вместе двинулись на осаду замка Тихая, но потерпели неудачу и были вынуждены отступить.
В 3-й луне 3-го года Гэнко самураи из области Санъёдо и провинции Иё перешли на сторону императора; навстречу Акамацу Норимура было послано войско из провинции Оми, которое потерпело поражение от повстанцев. Второе войско сёгуната в десять тысяч человек также потерпело поражение от Норимура. Одержав очередную победу, Акамацу Норимура и Фудзивара Мунэсигэ двинулись на столицу Киото.
Император Го-Дайго бежал с островов Оки с помощью Нава Нагатоси (яп. 名和長年) и его семьи, собиравшей армию в горах Фунагами в провинции Хоки (современный город Котоура в районе Тохаку префектуры Тоттори).
В 4-й луне Ходзё Такатоки отправил Нагоя Такаиэ, Асикага Такаудзи и других на оборону столицы и захват императора, но Асикага Такаудзи перебежал на сторону повстанцев в надежде стать сёгуном. Одновременно, Нитта Ёситада повёл свою армию в поход через провинции Кодзукэ и Мусаси и взял Камакуру, уничтожив Камакурский сёгунат. Сиккэн Ходзё Такатоки совершил самоубийство.
Вместе с сёгунатом пала власть рода Ходзё. Император Го-Дайго вернулся в Киото и на несколько лет вернул себе властные полномочия (см. Реставрация Кэмму). В 1336 году Асикага Такаудзи объявил себя сёгуном и отнял власть у Го-Дайго — так начался период Намбокутё и сёгунат Асикага.